# FDA Expedited Program
Das FDA Expedited Program ist ein beschleunigtes Zulassungsverfahren für Arzneimittel der amerikanischen Gesundheitsbehörde Food and Drug Administration (FDA).
Zulassungen von Arzneimitteln sind normalerweise ein mehrjähriger Prozess. Beschleunigte Zulassungsverfahren (engl. für expedited program) der FDA erlauben es, neuartige Medikamente für schwerwiegende oder lebensbedrohliche Krankheiten schneller dem Patienten zur Verfügung zu stellen und so Verzögerungen zu vermeiden. Auch können dadurch Krankheiten unter Umständen schneller behandelt werden, wenn es noch keine adäquate Therapie dafür gibt.
Ziel der beschleunigten Zulassung durch die Behörde ist es, neue Medikamente schneller dem Patienten zugänglich zu machen, um schwere wie lebensbedrohliche Krankheiten besser behandeln zu können. Auch kann die Behandlung von Krankheiten, für die es noch keine adäquate Therapie gibt, mit neuartigen Medikamenten dem Patienten so schneller zur Verfügung gestellt werden. Um zu erkennen, ob ein Medikament schwerwiegende Krankheiten besser therapieren kann, wird der Einfluss z. B. auf die Überlebensrate bestimmt oder beobachtet, ob sich der Verlauf der Krankheit verschlimmert, sollte diese ohne Therapie bleiben.
Die FDA unterscheidet vier unterschiedliche beschleunigte Zulassungsarten:
- Fast Track
- Breakthrough Therapy
- Accelerated Approval
- Priority Review

Das Pharmaunternehmen stellt einen Antrag bei der amerikanischen Gesundheitsbehörde FDA, um eines der vier beschleunigten Zulassungsverfahren zu erhalten.

## Fast Track
Laut Section 506(b) des FD&C Act (Federal Food, Drug, and Cosmetic Act; 21 U.S. Code § 356) können neuartige Medikamente eine Fast-Track-Zulassung erhalten, wenn ihnen entweder als Einzelmedikament oder in Kombination mit anderen Medikamenten ein Potenzial zuerkannt wird, um lebensbedrohliche Krankheiten zu behandeln. Dazu können theoretische Überlegungen oder Erklärungen zum Wirkmechanismus basierend auf nicht-klinischen Daten dienen, um eine Fast-Track-Zulassung zu erhalten. Die FDA antwortet dabei innerhalb von 60 Tagen.

## Breakthrough Therapy
Laut Section 506(a) des FD&C Act wird einem neuartigen Medikament der Status Breakthrough Therapy (engl. für ‚Durchbruch in der Therapie‘) zuerkannt, wenn damit schwerwiegende Erkrankungen behandelt werden können und dies bereits in ersten vorläufigen Daten aus klinischen Studien auch gegenüber bisherigen Standardtherapien gezeigt werden konnte. Dabei zeigt das neue Medikament z. B. eine signifikant verbesserte Ansprechrate als das Vergleichspräparat. Beispiele für Medikamente mit dem Status Breakthrough Therapy sind u. a. Atezolizumab von Roche, Blinatumomab der Firma Amgen, Ceritinib (LDK378) von Novartis, Ibrutinib von J&J/Janssen, Nintedanib von Boehringer Ingelheim, Pembrolizumab (ehemals Lambrolizumab) von MSD Sharp & Dohme und Sofosbuvir von Gilead Sciences. Die FDA antwortet dabei innerhalb von 60 Tagen, ob das Medikament alle Voraussetzungen für eine beschleunigte Zulassung erfüllt. Sind alle Voraussetzungen gegeben, so wird z. B. die Durchsicht der Dokumente beschleunigt, werden vermehrt Besprechungen mit der Behörde angesetzt oder auch Senior Managers und sehr erfahrene Prüfer eingesetzt, um die Marktzulassung zu beschleunigen. Eingeführt wurde die Breakthrough Therapy Designation im Jahr 2012, wobei Obinutuzumab (ehemals Afutuzumab) von Roche der erste monoklonale Antikörper mit dem Status Breakthrough Designation war, der durch die FDA in 2013 zugelassen wurde.

## Accelerated Approval
Laut 21 CFR part 314, subpart H, 21 CFR part 601, subpart E sowie Section 506(c) des FD&C Act kann ein Medikament eine beschleunigte Zulassung erhalten, wenn man für ein Medikament den positiven Nutzen eventuell erst nach Jahren feststellen kann, man jedoch bereits einen positiven Nutzen bei einem Surrogatendpunkt (z. B. Labordaten) sieht. Die Zeitspanne bis zur Antwort der FDA ist dabei nicht festgelegt.

## Priority Review
Den Status Priority Review können Medikamente erhalten, die nach einem Refuse-to-file (engl. für ‚Ablehnung einer Einreichung‘) neu eingereicht werden. Auch können Medikamente zur Behandlung oder zur Prävention von bestimmten tropischen Krankheiten diesen erhalten. Die FDA antwortet dabei innerhalb von 60 Tagen.